# Ахіл'я Баї
Ахіл'я Баї (*अहिल्याबाई, 31 травня 1725 —13 серпня 1795) — магарані, правителька князівства Індор у 1767–1795 роках.

## Життєпис

### Зовнішня політика
Походила з роду Скіндіїв. Донька Манкоджі Скінде, старости села. За наполяганням батька отримала початкову освіту. у 8-річному віці стала нареченою Ханде Рао Холкара, сина магараджі Малхар Рао I. У 1733 році офіційно вийшла заміж. Ще за життя користувалася повагою свекора. У 1754 році загинув її чоловік при облозі Кумбхера. Після цього Ахіл'я стає найближчою радницею Малхар Рао Холкара.
У 1766 році, після смерті останнього, Ахіл'я Баї стає регентшею при своєму синові Мале Рао. У 1767 році після його наглої смерті, офіційно сходить на трон. Її військовим заступником (субшедаром) став названий син Малхар Рао I — Тукоджі Рао, якого також було оголошено спадкоємцем трону. Невдовзі Ахіл'я Баї стикнулася із заколот девана (першого міністра) Ґангадхар Рао, якого підтримав Раґханатх Рао (стрийко пешви Мадхав Рао I). Обидва війська підійшли до річки Шипра. В цей час на допомогу Ахіл'я Баї прислали війська Дамаджі Рао Гайквад, магараджа Вадодари, та Махаджі Скіндія, магараджа Гваліору. Це змусило Раґханатх Рао і Ґангадхар Рао відступити. Невдовзі перший замиривс яз пешвою, який не схвалив такі дії стрийка, а Ґангадхар Рао перебував під домашнім арештом, перш ніж його повернули на колишню посаду.
У своїй політиці намагалася підтримувати дружні стосунки з урядом пешви, іншими маратхськими родинами. При цьому закликало спільними зусилля протидіяти зовнішньому ворогові, перш за все британцям. 1774 року укладає союз з Наною Фарнавісем, головою адміністрації пешви Мадхава Рао II. Під час першої англо-маратхської війни підтримала останнього, надіславши війська під орудою субгедара Тукоджі Рао.
За цим зберегала союзи з Вадодаром, Гваліором і Нагпуром. У 1787—1789 роках зуміла організувати оборону володінь від нападів військ Марварського і Джайпурського князівств. З початку 1790-х років відбувається погіршення відносин з Гваліором за вплив на раджпутські князівства. 1793 року військо Індауру ззанало поразки.

### Внутрішня політика
Зуміла замирити годнів та бгілів, що до тривалий час чинили напади на володіння Холкарів. Тим було надано пусті горбисті землі та право на невелике мито на крам, що перевозився через їх території.
Піклувалася про збереження внутрішнього миру у своїй державі. Період її правління у князівстві Індор — це час розбудови столиці (з невеликого села на процвітаюче й красиве місто), на іншому боці річки Нармада звела власну резиденцію Махешварі (з часом перетворилося на окреме місто); економічного та культурного підйому (підтримувала різні храми, проводилися роботи із забезпечення чистою та якісною водою, проводилися дороги, створювалися умови для торговців, споруджувалися численні індуїстські храми, засновано текстильні мануфактури). Впроваджувалися помірні податки, демонструвала повагу до сільських громад. Розвивається промисловість, особливо текстильна. Значні кошти приділялися також підвищенню оборони: зводилися фортеці та укріплення.
У сфері культури фінансували різні, свята, музичні, художні, літературні змагання. Споруджувалися водойми, колодязі та будинки відпочинку від Гімалаїв до центрів релігійного паломництва на півдні Індостану. Відомими поетами її двору були Моропант, Анантапханді, Крішналі Рам. Ремісники, скульптори та художники отримували зарплату та почесті в її резиденції.